# Fettsäuren

α-Linolensäure, ein Beispiel für eine mehrfach ungesättigte Fettsäure, Ölsäure, eine einfach ungesättigte Fettsäure und Palmitinsäure, eine gesättigte Fettsäure

Fettsäuren sind aliphatische Monocarbonsäuren mit zumeist unverzweigter Kohlenstoffkette, die entweder gesättigt oder ungesättigt sind. Die Bezeichnung „Fettsäuren“ fußt auf der Erkenntnis, dass natürliche Fette und Öle aus den Estern langkettiger Carbonsäuren mit Glycerin bestehen. Später wurden auch alle anderen Alkylcarbonsäuren und deren ungesättigte Vertreter den Fettsäuren zugeordnet.

## Allgemeines und Struktur
Fettsäuren unterscheiden sich durch die Anzahl der C-Atome (Kettenlänge) sowie – bei ungesättigten Fettsäuren – in der Anzahl und Position von Doppelbindungen. Fettsäuren können aufgrund ihrer Kettenlängen in niedere, kurzkettige Fettsäuren (bis 6–8 C-Atome) (SCFA; Short Chain Fatty Acids), wobei hier die untere Grenze unterschiedlich aufgefasst wird, entweder 1, 2, 3 oder 4 C-Atome, mittlere, mittelkettige (6–8 bis 12 C-Atome) (MCFA; Middle Chain Fatty Acids) und höhere, langkettige (13 bis 21 C-Atome) (LCFA; Long Chain Fatty Acids) Fettsäuren eingeteilt werden. Fettsäuren mit mehr als 22 C-Atomen werden auch als VLCFAs (Very Long Chain Fatty Acids) bezeichnet.
Die Namensgebung als „Fettsäure“ suggeriert, dass eine individuelle Verbindung einmal eine Komponente eines Fettes gewesen sein muss, um eine Fettsäure zu sein, was aber nicht zwangsläufig der Fall ist. Unter diesem Begriff werden heute Carbonsäuren mit (kettenförmigen) Organylgruppen zusammengefasst.
Natürliche Fettsäuren bestehen in der Regel aus einer geraden Zahl von Kohlenstoffatomen und sind unverzweigt. Ausnahmen davon lassen sich jedoch in allen Reichen finden. Eine Definition ist, dass die Kohlenstoffkette mindestens vier C-Atome lang sein muss; danach ist Buttersäure die einfachste natürliche Fettsäure. Eine andere Definition nutzt die Formel CH3(CH2)xCOOH, wobei x die Anzahl der Kohlenstoffatome in der Kohlenwasserstoffkette ist; hier können dann nur drei C-Atome vorhanden sein, wenn x = 1 ist, oder nur zwei, wenn x = 0 gesetzt wird; jedoch kann bei x = 0 strenggenommen nicht von einer „Kette“ gesprochen werden. Fettsäuren mit C=C-Doppelbindungen werden „ungesättigt“ genannt. Diese Doppelbindung ist in der Regel cis-konfiguriert. Liegen zwei oder mehrere Doppelbindungen vor, sind diese in der Regel durch jeweils eine Methylengruppe (-CH2-) voneinander getrennt.
Eine große Vielfalt von Fettsäuren (mehr als 400 verschiedene Strukturen, wovon aber nur etwa 10–12 häufig sind) kommt – meist in Form der Triacylglyceride, also verestert mit Glycerin – in den Samenölen des Pflanzenreichs vor. Seltene Fettsäuren, die verestert in größeren Prozentgehalten in Samen bestimmter Pflanzenfamilien auftreten, können entwicklungsgeschichtliche Zusammenhänge illustrieren (Verwandtschaftsbeziehungen, Chemotaxonomie, Evolution; vgl. z. B. auch Weltwirtschaft) wie zum Beispiel Petroselinsäure, Taririnsäure, Erucasäure, Cyclopentenfettsäuren und Cyclopropenfettsäuren. Manche Bakterienarten können anhand ihrer Fettsäurenzusammensetzung unterschieden werden.
Essenzielle Fettsäuren bezeichnen Fettsäuren, die ein Organismus benötigt, aber nicht selbst herstellen kann. Für Säugetiere sind solche Fettsäuren essenziell, die eine oder mehrere Doppelbindungen an höheren Positionen als C-9 (vom Carbonyl-Kohlenstoff aus gezählt) besitzen, da ihnen die Enzyme fehlen, solche Doppelbindungen einzufügen. Für den Menschen sind dies streng genommen nur Linolsäure und α-Linolensäure.
Fettsäuren werden in der Lebensmittelindustrie hauptsächlich als Rohstoff für verschiedene Emulgatoren verwendet, daneben jedoch auch als Trägerstoffe, Trennmittel (z. B. in Kaugummi) oder als Überzugsmittel (z. B. für Obst).
Sie sind in der EU als Lebensmittelzusatzstoff der Sammelbezeichnung E 570 ohne Höchstmengenbeschränkung (quantum satis) für Lebensmittel allgemein zugelassen.
Die Natrium- oder Kalium-Salze der höheren Fettsäuren sind als Seifen bekannt und werden als Tenside verwendet.

## Gesättigte und ungesättigte Fettsäuren

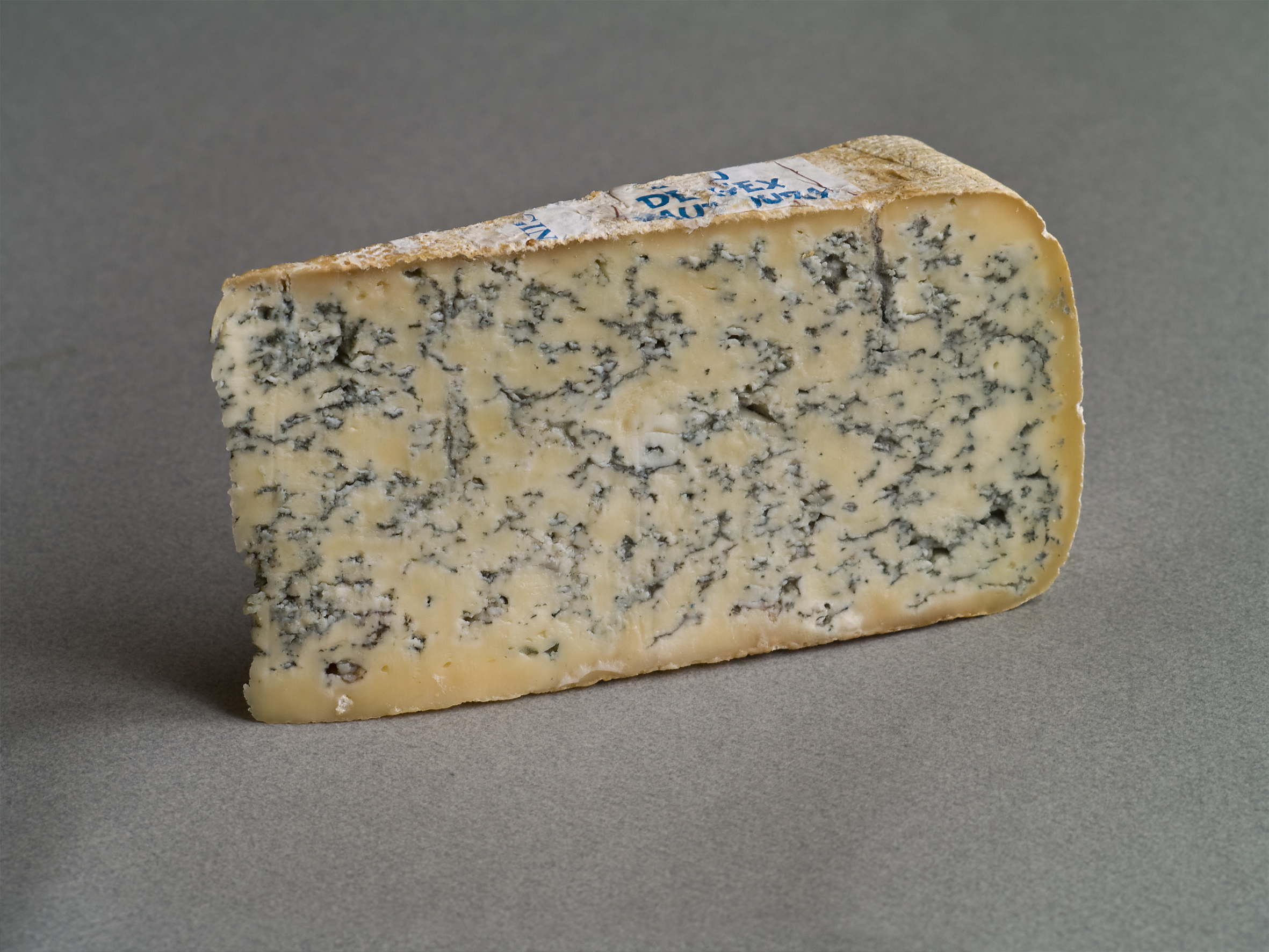
Käse enthält einen hohen Anteil gesättigter Fettsäuren

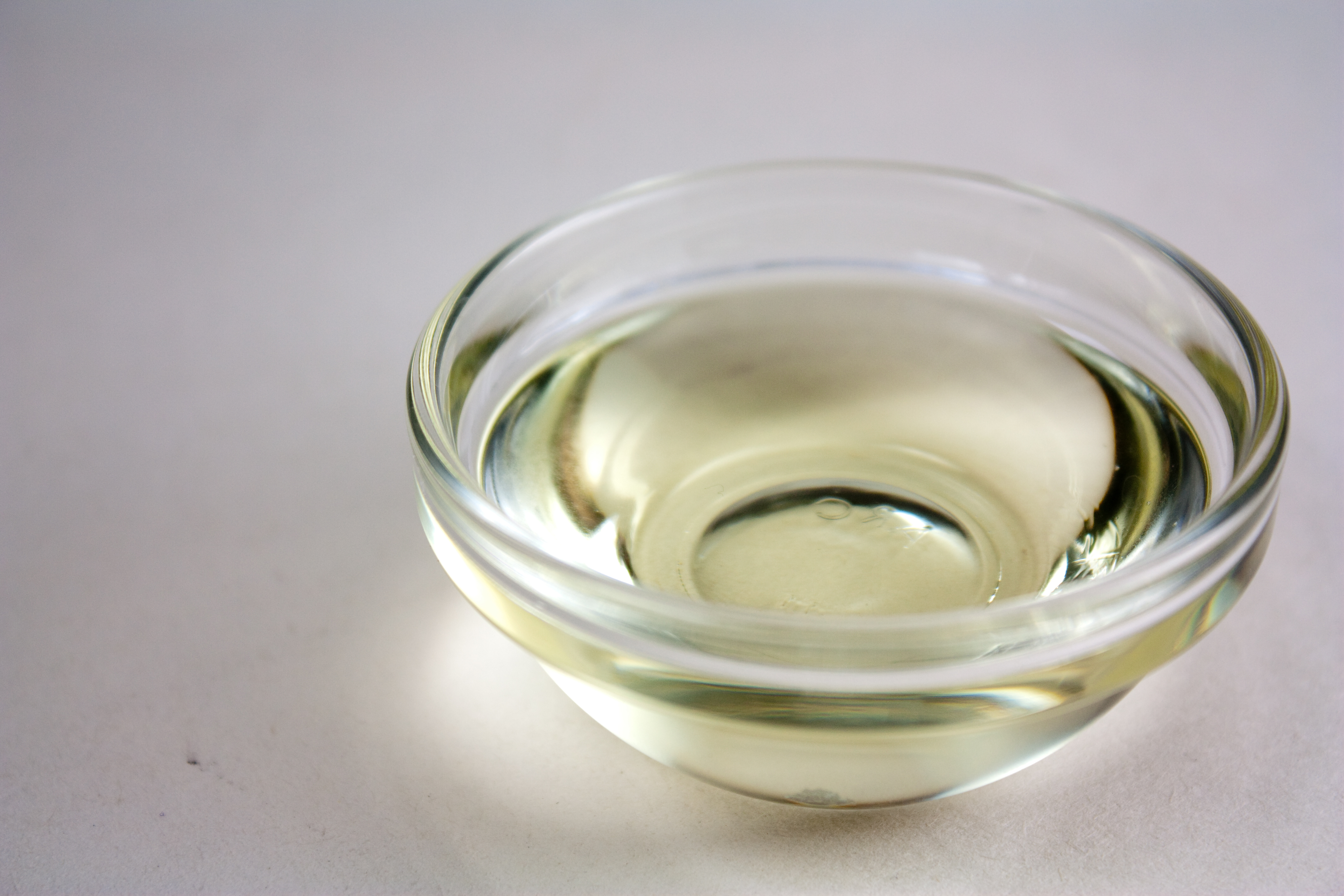
Pflanzliche Öle, wie Rapsöl, enthalten nur geringe Mengen an gesättigten Fettsäuren

Eine gesättigte Fettsäure (SFA, von engl. saturated fatty acids) ist – als Untergruppe der Alkansäuren – eine Fettsäure, die keine Doppelbindungen zwischen C-Atomen aufweist. Die gesättigten Fettsäuren bilden eine homologe Reihe mit der Summenformel CnH2n+1COOH. Gesättigte Fette finden sich hauptsächlich in Lebensmitteln tierischen Ursprungs (Fleisch, Milchprodukte) und kommen nur in geringen Mengen in Lebensmitteln pflanzlichen Ursprungs vor. Ausnahmen sind Kokos- oder Palmfett.
Ungesättigte Fettsäuren besitzen als Alkensäuren mindestens eine C=C-Doppelbindung (MUFA, von engl. Monounsaturated fatty acids). Mehrfach ungesättigte Fettsäuren (PUFA, von engl. Polyunsaturated fatty acids) besitzen zwei oder mehr Doppelbindungen zwischen den Kohlenstoffatomen der Kette. Da in natürlichen Fettsäuren die Doppelbindungen meist in der cis-Konfiguration vorliegen, entsteht ein Knick von etwa 30° in der Kohlenwasserstoffkette. Dadurch ist die Van-der-Waals-Wechselwirkung zu anderen Molekülen abgeschwächt; der Schmelzpunkt wird verringert. Einige ungesättigte Fettsäuren sind für den Menschen essentiell, da sie der menschliche Körper nicht synthetisieren kann, sie aber benötigt. Dazu zählen Fettsäuren, die Doppelbindungen an bestimmten Positionen tragen, die Omega-n-Fettsäuren.
Man unterscheidet einfach (Monoensäuren), doppelt (Diensäuren), dreifach (Triensäuren) oder mehrfach (Polyensäuren) ungesättigte Fettsäuren.

### Nomenklatur (cis,trans, ω)

Rumensäure Octadeca-9c,11t-diensäure, eine konjugierte Fettsäure

Elaidinsäure, eine ungesättigte trans-Fettsäure

α-Linolensäure, eine mehrfach ungesättigte Omega-3-Fettsäure

In den Omega-n-Fettsäuren steht n für eine Zahl und beschreibt die Position einer der Doppelbindungen. Bei der in der Lebensmittelchemie oft benutzten Omega-Zählweise wird vom „ω-Ende“ der Kohlenstoffkette aus gezählt, das der Carboxygruppe gegenübersteht. Die Doppelbindung nahe der Carboxygruppe erhält daher die größte Zahl; die Position der dem ω-Ende am nächsten stehenden Doppelbindung bestimmt den Typ der Omega-n-Fettsäure. In der Abbildung der Linolensäure ist die ω-Zählweise in rot dargestellt. Für die Einteilung in die verschiedenen Gruppen der Omega-n-Fettsäuren ist nur die als erstes gezählte Doppelbindung entscheidend.
Neben ungesättigten Fettsäuren in der cis-Konfiguration kommen in seltenen Fällen in der Natur auch Fettsäuren mit trans-konfigurierten Doppelbindungen vor, die trans-Fettsäuren. Glyceride der trans-Fettsäuren fallen teilweise als unerwünschtes Nebenprodukt bei der Margarineherstellung an und stehen unter Verdacht, gesundheitsschädliche Eigenschaften zu haben. Insbesondere wird in der Literatur die negative Beeinflussung der koronaren Herzkrankheit angeführt.
Liegen mehrere Doppelbindungen – genauer C=C-Doppelbindungen – in einer Fettsäure vor, sind diese in der Regel – analog der oben rechts gezeigten Linolensäure – durch eine Methylengruppe (CH2-Gruppe) voneinander getrennt, man spricht dann von Isolensäuren. Sind die Doppelbindungen durch zwei oder mehrere Methylengruppen voneinander getrennt, so nennt man diese speziellen Fettsäuren bis- oder polymethylen-unterbrochene oder nicht-methylen-unterbrochene Isolensäuren (NMI; Non-Methylene-Interrupted oder PMI; Poly-Methylene-Interrupted).

Ölsäure, eine einfach ungesättigte cis-Fettsäure

Stearinsäure, eine gesättigte Fettsäure

Es existieren jedoch auch konjugierte Fettsäuren (Konjuensäuren), bei denen die Doppelbindungen enger beieinander, nämlich konjugiert vorliegen. In der Abbildung der Rumensäure Octadeca-9c,11t-diensäure liegen die Doppelbindungen konjugiert vor. Da eine der Doppelbindungen hier als trans-Doppelbindung vorliegt, ist dies gleichzeitig eine trans-Fettsäure. Für die Bildung dieser Fettsäuren sind oft Bakterien im Verdauungstrakt der Wiederkäuer Ursache. Konjugierte Fettsäuren sind daher in allen Milchprodukten vertreten.

## Ungeradzahlige Fettsäuren
Fettsäuren mit einer ungeraden Anzahl von Kohlenstoffatomen entstehen unter anderem durch die α-Oxidation aus Fettsäuren mit geradzahligen Kohlenstoffatomen. Beim Menschen betrifft dies vor allem die Phytansäure und die Pristansäure, welche anschließend in der β-Oxidation zu Propionyl-CoA abgebaut wird.

## Verzweigte Fettsäuren

Isovalerian-
säure

Phytansäure (3,7,11,15-Tetramethylhexadecansäure)

Niedere Fettsäuren mit Verzweigungen in der Kohlenstoffkette finden sich in einigen ätherischen Ölen. So enthalten die Extrakte aus Baldrian Ester der Isovaleriansäure.
Phytansäure (3,7,11,15-Tetramethylhexadecansäure) ist eine verzweigtkettige Carbonsäure, die als Abbauprodukt des Chlorophylls auftritt. In vielen Nahrungsmitteln (z. B. der Milch) sind Spuren dieser Verbindung zu finden. Die krankhafte Unfähigkeit zum Abbau dieser Carbonsäure führt zum Refsum-Syndrom.
Verzweigtkettige Fettsäuren finden sich in den Membranen zahlreicher Prokaryoten. Ihr Vorkommen wird genutzt, um eine Bakterienart zu identifizieren und um verwandtschaftliche Beziehungen der Organismen zu erforschen. Vor allem Fettsäuren mit einer Methylgruppe als Verzweigung in der Nähe vom „ω-Ende“ der Kohlenstoffkette sind von Bedeutung, wie die iso-Pentadecansäure (Methylgruppe am vorletzten Kohlenstoffatom) und die anteiso-Pentadecansäure (Methylgruppe am vorvorletzten Kohlenstoffatom). Sie kommen in geringen Mengen auch im Milchfett vor. Man geht davon aus, dass sie durch Bakterien im Pansen produziert werden und von den Kühen aufgenommen und in deren Fettgewebe bzw. im Milchfett eingelagert werden.
Verzweigtkettige Fettsäuren werden auch als (BCFA; Branched Chain Fatty Acids) bezeichnet.

## Zyklische Fettsäuren
Zyklische Fettsäuren oder auch CFAM (Cyclic Fatty Acid Monomers), sind Fettsäuren mit einem intramolekularen Ring aus 3, 5 oder 6 C-Einheiten, gesättigt oder mit Doppelbindung(en) im Ring. Z. B. Sterculiasäure und Chaulmoograsäure; siehe unter weitere Fettsäuren.

## Liste von Fettsäuren und kürzeren Monocarbonsäuren
| Zahl der C-Atome: Doppelbindungen | Trivialname     | Chemische Bezeichnung | Bruttoformel | Vorkommen                                                                       | Schmelzpunkt | Siedepunkt                  |
| --------------------------------- | --------------- | --------------------- | ------------ | ------------------------------------------------------------------------------- | ------------ | --------------------------- |
| 1:0                               | Ameisensäure    | Methansäure           | HCOOH        | Weitverbreitet, in fast allen Organismen                                        | 8,3 °C       | 101 °C                      |
| 2:0                               | Essigsäure      | Ethansäure            | CH3COOH      | Essig (durch Oxidation von Ethanol)                                             | 16,6 °C      | 118 °C                      |
| 3:0                               | Propionsäure    | Propansäure           | C2H5COOH     | Zwischenprodukt bei der Methangärung                                            | −20,5 °C     | 141 °C                      |
| 4:0                               | Buttersäure     | Butansäure            | C3H7COOH     | Milchfett, Schweiß, einfachste Fettsäure                                        | −5,1 °C      | 164 °C                      |
| 5:0                               | Valeriansäure   | Pentansäure           | C4H9COOH     | Baldrianwurzel, Holzessig                                                       | −34 °C       | 186 °C                      |
| 6:0                               | Capronsäure     | Hexansäure            | C5H11COOH    | Milchfett, entsteht bei Buttersäuregärung                                       | −4 °C        | 205 °C                      |
| 7:0                               | Önanthsäure     | Heptansäure           | C6H13COOH    | als Ester im Kalmusöl (Acorus calamus)                                          | −7,2 °C      | 222 °C                      |
| 8:0                               | Caprylsäure     | Octansäure            | C7H15COOH    | Milchfett, Kokosfett                                                            | 16,5 °C      | 239 °C                      |
| 9:0                               | Pelargonsäure   | Nonansäure            | C8H17COOH    | ätherisches Öl von Pelargonium roseum, Käse, Fuselöl, Wein                      | 12,4 °C      | 254 °C                      |
| 10:0                              | Caprinsäure     | Decansäure            | C9H19COOH    | Tier- und Pflanzenfette                                                         | 31,4 °C      | 269 °C                      |
| 11:0                              | –               | Undecansäure          | C10H21COOH   | Ätherische Öle (Iris- und Quendelöl Thymus serpyllum)                           | 28,5–29,3 °C | 280 °C                      |
| 12:0                              | Laurinsäure     | Dodecansäure          | C11H23COOH   | Milchfett, Pflanzenfette                                                        | 43,8 °C      | 225 °C (100 Torr ≈ 133 hPa) |
| 13:0                              | –               | Tridecansäure         | C12H25COOH   | Pflanzenöle                                                                     | 41,5 °C      | 236 °C (100 Torr ≈ 133 hPa) |
| 14:0                              | Myristinsäure   | Tetradecansäure       | C13H27COOH   | Milchfett, Fischöl, Tier- und Pflanzenfette                                     | 54,2 °C      | 250 °C (100 Torr ≈ 133 hPa) |
| 15:0                              | –               | Pentadecansäure       | C14H29COOH   | Milch- und Körperfett von Wiederkäuern, Fischöl                                 | 52,3 °C      | 257 °C (100 Torr ≈ 133 hPa) |
| 16:0                              | Palmitinsäure   | Hexadecansäure        | C15H31COOH   | Tier- und Pflanzenfette                                                         | 62,5–63 °C   | 351,5 °C                    |
| 17:0                              | Margarinsäure   | Heptadecansäure       | C16H33COOH   | Tier- und Pflanzenfette                                                         | 61,3 °C      | 227 °C (100 Torr ≈ 133 hPa) |
| 18:0                              | Stearinsäure    | Octadecansäure        | C17H35COOH   | Tier- und Pflanzenfette                                                         | 69,2–69,9 °C | 350 °C (Zers.)              |
| 19:0                              | –               | Nonadecansäure        | C18H37COOH   | Rinderfett, Dill (Anethum graveolens)                                           | 69,4 °C      | 297 °C (100 Torr ≈ 133 hPa) |
| 20:0                              | Arachinsäure    | Eicosan-/Icosansäure  | C19H39COOH   | in geringen Mengen in Pflanzensamen und Tierfetten                              | 75,5 °C      | 328 °C (Zers.)              |
| 21:0                              | –               | Heneicosansäure       | C20H41COOH   | in Pilzen der Gattung Armillaria (4–5 % der Fettsäuren) und in wenigen Pflanzen | 74–75 °C     |                             |
| 22:0                              | Behensäure      | Docosansäure          | C21H43COOH   | in geringen Mengen in Pflanzensamen und Tierfetten, bei Morbus Gaucher          | 79,5–80,5 °C |                             |
| 24:0                              | Lignocerinsäure | Tetracosansäure       | C23H47COOH   | Holz, Teer, Erdnussöl, einige Pflanzenfette, Bestandteil der Sphingomyeline     | 81,5–84,5 °C |                             |
| 26:0                              | Cerotinsäure    | Hexacosansäure        | C25H51COOH   | Bienenwachs, Carnaubawachs, Montanwachs, Wollschweiß                            | 87,7–88,5 °C |                             |
| 28:0                              | Montansäure     | Octacosansäure        | C27H55COOH   | Montanwachs, Bienenwachs, Chinawachs                                            | 91–93 °C     |                             |
| 30:0                              | Melissinsäure   | Triacontansäure       | C29H59COOH   | Bienenwachs, Selinum-, Trichosanthes- und Pericampylus-Arten                    | 92–94 °C     |                             |
| 32:0                              | Laccersäure     | Dotriacontansäure     | C31H63COOH   | in Wachsen                                                                      | 96 °C        |                             |
| 34:0                              | Geddinsäure     | Tetratriacontansäure  | C33H67COOH   | in Wachsen                                                                      | 98,4 °C      |                             |

| Zahl der C-Atome: Doppelbindungen | Trivialname      | Bruttoformel | Stellung der Doppel- bindung | Vorkommen                                                                                                  | Schmelzpunkt                      | Chemische Bezeichnung             |
| --------------------------------- | ---------------- | ------------ | ---------------------------- | --- | --------------------------------- | --------------------------------- |
| 10:1                              | Caproleinsäure   | C9H17COOH    | 9                            | Fett von Wiederkäuern                                                                                      | 26,5 °C                           | (9Z)- Deca- 9- ensäure            |
| 11:1                              | Undecylensäure   | C10H19COOH   | 10                           | Salicornia brachiata (südasiatische Halophyte)                                                             | 24,5 °C                           | (10Z)- Undeca- 10- ensäure        |
| 14:1                              | Myristoleinsäure | C13H25COOH   | 9                            | seltene Fettsäure in wenigen Pflanzenölen, z. B. in Samen der Gattung Myristicaceae (Muskatnussgewächse)   | −4,5 °C                           | (9Z)- Tetradeca- 9- ensäure       |
| 16:1                              | Palmitoleinsäure | C15H29COOH   | 9                            | Milchfett, Depotfett der Tiere, Fischtran, Pflanzenfett                                                    | 1 °C                              | (9Z)- Hexadeca- 9- ensäure        |
| 17:1                              | Margaroleinsäure | C16H29COOH   | 9                            | Depotfett der Tiere, Pflanzenfette                                                                         | 11,4–12,2 °C, 14,5 °C             | (9Z)-Heptadeca- 9- ensäure        |
| 18:1                              | Petroselinsäure  | C17H33COOH   | 6                            | in Korianderöl (Echter Koriander)                                                                          | 29,8 °C                           | (6Z)- Octadeca- 6- ensäure        |
| 18:1                              | Ölsäure (OA)     | C17H33COOH   | 9                            | in allen Naturfetten                                                                                       | 16 °C                             | (9Z)- Octadeca- 9- ensäure        |
| 18:1                              | Elaidinsäure1    | C17H33COOH   | 9                            | im Fett von Wiederkäuern                                                                                   | 44–45 °C                          | (9E)- Octadeca- 9- ensäure        |
| 18:1                              | Vaccensäure      | C17H33COOH   | 11                           | im Fett von Wiederkäuern                                                                                   | 44 °C (trans), 14,5–15,5 °C (cis) | (11E)(11Z)- Octadeca- 11- ensäure |
| 20:1                              | Gadoleinsäure    | C19H37COOH   | 9                            | Pflanzenöle, Kohl-Arten (Brassica); Raps- und Brokkolisamenöl, Senföl, Fischöle                            | 24,5 °C                           | (9Z)- Eicosa- 9- ensäure          |
| 20:1                              | Gondosäure       | C19H37COOH   | 11                           | in Jojoba-Öl, Seifenbaumgewächsen (Sapindaceae), Kohl-Arten (Brassica), Rapsöl (alte Sorten), Leindotteröl | 24 °C                             | (11Z)- Eicosa- 11- ensäure        |
| 22:1                              | Cetoleinsäure    | C21H41COOH   | 11                           | Pflanzenöle, Fischöle                                                                                      | 32–33 °C                          | (11Z)- Docosa- 11- ensäure        |
| 22:1                              | Erucasäure       | C21H41COOH   | 13                           | Rapsöl (alte Sorten), Senföl                                                                               | 33,5 °C                           | (13Z)- Docosa- 13- ensäure        |
| 24:1                              | Nervonsäure      | C23H45COOH   | 15                           | Samenöl des seltenen Baums Malania oleifera aus der Familie Olacaceae                                      | 42–43 °C                          | (15Z)- Tetracosa- 15- ensäure     |

| Zahl der C-Atome: Doppelbindungen | Trivialname                                           | Bruttoformel | Stellung der Doppel- bindungen                                                                 | Vorkommen | Schmelzpunkt | Chemische Bezeichnung                                          |
| --------------------------------- | ----------------------------------------------------- | ------------ | ---------------------------------------------------------------------------------------------- | --- | ------------ | -------------------------------------------------------------- |
| 18:2                              | Linolsäure (LA)                                       | C17H31COOH   | 9,12                                                                                           | Pflanzenöle, insbesondere Distelöl, Sonnenblumenöl und Traubenkernöl | −7 °C        | (9Z,12Z)- Octadeca- 9,12- diensäure                            |
| 18:3                              | Alpha-Linolensäure2 (ALA)                             | C17H29COOH   | 9,12,15                                                                                        | einige Pflanzenöle, insbesondere Leinöl, Walnussöl, Hanföl, Rapsöl und Sojaöl                                                                                               | −11 °C       | (9Z,12Z,15Z)- Octadeca- 9,12,15- triensäure                    |
| 18:3                              | Gamma-Linolensäure2 (GLA)                             | C17H29COOH   | 6,9,12                                                                                         | in wenigen Pflanzenölen wie Borretschöl, Nachtkerzenöl und Hanföl | −11 °C       | (6Z,9Z,12Z)- Octadeca- 6,9,12- triensäure                      |
| 18:3                              | Calendulasäure                                        | C17H29COOH   | 8,10,12                                                                                        | Hauptfettsäure im fetten Pflanzensamenöl der Ringelblume | 40,5 °C      | (8E,10E,12Z)- Octadeca- 8,10,12- triensäure                    |
| 18:3                              | Punicinsäure                                          | C17H29COOH   | 9,11,13                                                                                        | in wenigen Pflanzenölen, z. B. im Kernöl des Granatapfels | 43–44 °C     | (9Z,11E,13Z)- Octadeca- 9,11,13- triensäure                    |
| 18:3                              | Alpha-Eleostearinsäure                                | C17H29COOH   | 9,11,13                                                                                        | in wenigen Pflanzenölen, z. B. Hauptfettsäure im Öl der Samen von Bittermelonen (Momordica spp.) und Goldpflaumengewächsen (Parinari spp.), sowie im Tungöl (Vernicia spp.) | 49 °C        | (9Z,11E,13E)- Octadeca- 9,11,13- triensäure                    |
| 18:3                              | Beta-Eleostearinsäure                                 | C17H29COOH   | 9,11,13                                                                                        | in wenigen Pflanzenölen, aus der α-Eleostearinsäure in den Samenölen durch Isomerisierung                                                                                   | 71,5 °C      | (9E,11E,13E)- Octadeca- 9,11,13- triensäure                    |
| 18:4                              | Stearidonsäure                                        | C17H27COOH   | 6,9,12,15                                                                                      | Raublattgewächse (Boraginaceae), Primeln (Primula spp.), Algen, Pilze, Spirulina, Seetieröle, Hanfsamen, Johannisbeersamen                                                  | −57 °C       | (6Z,9Z,12Z,15Z)- Octadeca- 6,9,12,15- tetraensäure             |
| 20:4                              | Arachidonsäure                                        | C19H31COOH   | 5,8,11,14                                                                                      | Tierfette, Fischtran | −49,5 °C     | (5Z,8Z,11Z,14Z)- Eicosa- 5,8,11,14- tetraensäure               |
| 20:5                              | Eicosapentaensäure (Timnodonsäure, EPA)               | C19H29COOH   | 5,8,11,14,17                                                                                   | Fischöle | −53–54 °C    | (5Z,8Z,11Z,14Z,17Z)- Eicosa- 5,8,11,14,17- pentaensäure        |
| 22:2                              | Docosadiensäure                                       | C21H39COOH   | 13,16                                                                                          | Lebertran, Sonnenblumenöl, Rapsöl (alte Sorten) |              | (13Z,16Z)- Docosa- 13,16- diensäure                            |
| 22:4                              | Docosatetraensäure (Adrensäure, ADA)                  | C21H35COOH   | 7,10,13,16                                                                                     | Fischöle |              | (7Z,10Z,13Z,16Z)- Docosa- 7,10,13,16- tetraensäure             |
| 22:5                              | Docosapentaensäure, (Clupa(no)donsäure), (DPA-3)      | C21H33COOH   | 7,10,13,16,19 (4, 8, 12, 15, 19; 22:5n-3) (4, 7, 10, 13, 16; 22:5n-6, Osbondsäure, DPA-6, OBA) | Fischöle | −78 °C       | (7Z,10Z,13Z,16Z,19Z)- Docosa- 7,10,13,16,19- pentaensäure      |
| 22:6                              | Docosahexaensäure (Cervonsäure, Clupanodonsäure, DHA) | C21H31COOH   | 4,7,10,13,16,19                                                                                | Fischöle | −44 °C       | (4Z,7Z,10Z,13Z,16Z,19Z)- Docosa- 4,7,10,13,16,19- hexaensäure  |
| 24:6                              | Tetracosahexaensäure (Nisinsäure)                     | C23H35COOH   | 6,9,12,15,18,21                                                                                | Fischöle |              | (6Z,9Z,12Z,15Z,18Z,21Z)-Tetracosa-6,9,12,15,18,21- hexaensäure |

Anmerkungen
1 Die Elaidinsäure, das trans-Isomere der Ölsäure, entsteht bei der Fetthärtung zur Herstellung von Margarine durch partielle Hydrierung mehrfach ungesättigter Fettsäuren im Zuge einer Isomerisierung. In der Natur kommt sie im Fett von Wiederkäuern (Milch, Butter, Rindertalg) vor, da deren Pansenorganismen ebenfalls hydrierende Enzyme enthalten.
2 Beim Linolensäure-Isomer mit den Doppelbindungen in den Positionen 9, 12 und 15 (alle in cis-Konfiguration) handelt es sich um die alpha-Linolensäure, das Isomer mit den Doppelbindungen in den Positionen 6, 9 und 12 (alle in cis-Konfiguration) wird als gamma-Linolensäure bezeichnet.

## Weitere Fettsäuren
| Zahl der C-Atome: funktionelle Gruppe Doppelbindungen        | Trivialname                           | Bruttoformel | Stellung der funktionellen Gruppen/Bindungen     | Vorkommen | Schmelz- punkt        | Chemische Bezeichnung                              |
| ------------------------------------------------------------ | ------------------------------------- | ------------ | ------------------------------------------------ | --- | --------------------- | -------------------------------------------------- |
| 8:0cy-Dis Disulfid-                                          | Liponsäure                            | C8H14S2O2    | 5 (1,2-Dithiolan, Disulfidbrücke)                | Microorganismen, Algen, Leber                                                                                                  | 46–48 °C              | 5-[(3R)-1,2-Dithiolan-3-yl]pentansäure             |
| 18:0-9Br,10Br,12Br,13Br Brom- (Bromalkan)                    | Tetrabromstearinsäure                 | C18H32Br4O2  | 9,10,12,13 (Bromgruppe)                          | Samenöl von Lippenblütlern (Eremostachys molucelloides)                                                                        | 114,7–115,2 °C        | 9,10,12,13-Tetrabromooctadacansäure                |
| 18:0-9Cl-10Cl Chlor- (Chloralkan, Haloalkan)                 | 9,10-Dichlorstearinsäure              | C18H34Cl2O2  | 9,10 (Chlorgruppe)                               | Europäischer Aal (Anguilla anguilla)                                                                                           | 32 °C oder 49–49,5 °C | 9,10-Dichloroctadecansäure                         |
| 18:1cy (18:1-13-cp) Cyclopenten-                             | Chaulmoograsäure                      | C18H32O2     | 13 (Cyclopenten)                                 | Samenöl von Hydnocarpus wightianus, Hydnocarpus kurzii, Caloncoba echinata                                                     | 68,5 °C–71 °C         | 13-Cyclopent-2-enyl-tridecansäure                  |
| 18:1-delta-6a Dreifachbindung                                | Taririnsäure                          | C18H32O2     | 6 (Dreifachbindung)                              | Pflanzenöle | 49–50 °C              | 6-Octadecinsäure                                   |
| 18:1-delta-9c-12,13-O Epoxy-                                 | Vernolsäure                           | C18H32O3     | 9 (Doppelbindung) 12,13 (Epoxygruppe)            | Hauptfettsäure im Vernoniaöl (aus Samen von Scheinastern)                                                                      | 32,5 °C (30–36 °C)    | (12R,13S)-12,13-Epoxy-9-cis-octadecensäure         |
| 18:1-delta-9c-12-OH Hydroxy-                                 | Rizinolsäure                          | C18H34O3     | 9 (Doppelbindung) 12 (Hydroxygruppe)             | Hauptfettsäure im Rizinusöl | 5,5 °C                | (9Z,12R)-12-Hydroxy-9-Octadecensäure               |
| 18:1-delta-9c-18-F Fluor- (Fluoralkan, Haloalkan)            | Fluorölsäure                          | C18H33FO2    | 9 (Doppelbindung) 18 (Fluorgruppe)               | Samen von Dichapetalaceae (Dichapetalum toxicarium)                                                                            | 13,5 °C               | (9Z)-18-Fluor-9-Octadecensäure                     |
| 18:2-delta-5,6(allene) Allene-                               | Laballensäure                         | C18H32O2     | 5,6 (Kumulierte Doppelbindung)                   | In Arten von Lippenblütlern Lamiaceae                                                                                          |                       | (R)-5,6-Octadecadiensäure                          |
| 18:3-delta-4-Oxo-9c,11t,13t Doppelbindung, Carbonyl-         | α-Licansäure (Couepinsäure)           | C18H28O3     | 9,11,13 (Doppelbindung) 4 (Ketogruppe) Ketosäure | Hauptfettsäure im Oiticicaöl (aus den Samen von Licania rigida)                                                                | 74–75 °C              | 4-Oxo-(9Z,11E,13E)-Octadecatriensäure              |
| 18:3-delta-9a,11a,17-E Dreifachbindung, Ethen-               | Isansäure                             | C18H26O2     | 9,11 (Dreifachbindung) 17 (Vinylgruppe)          | Isanoöl (aus den Samen von Ongokea gore)                                                                                       | 39 °C oder 42 °C      | Octadeca-17-en-9,11-diinsäure                      |
| 18:3-delta-9-Oxa-8t,10t,12c Doppelbindung, Vinylether-       | Colnelsäure                           | C18H30O3     | 8,10,12 (Doppelbindung) 9 (Ethergruppe)          | Pflanzenblätter und Wurzeln |                       | (8E)-9-[(1E,3Z)-1,3-Nonadien-1-yloxy]-8-nonensäure |
| 18:4-delta-9c,11t,13t,15c Doppelbindung                      | α-Parinarsäure (Octadecatetraensäure) | C18H28O2     | 9,11,13,15 (Doppelbindung)                       | Samenöl Chrysobalanaceae, Balsaminaceae                                                                                        | 85–86 °C (α-Form)     | (9Z,11E,13E,15Z)-Octadecatetraensäure              |
| 18:4-delta-9a,11a,13a,15a-17-OH Dreifachbindung, Hydroxy-    | Minquartinsäure                       | C18H20O3     | 9,11,13,15 (Dreifachbindung) 17 (Hydroxygruppe)  | Rinde von Minquartia guianensis, Coula edulis                                                                                  | 95 °C oder 97 °C      | (17S)-17-Hydroxy-9,11,13,15-Octadecatetrainsäure   |
| 19:0-11,12-cpa Cyclopropyl-                                  | Lactobacillsäure                      | C19H36O2     | 11,12 (Cyclopropan)                              | Wichtige Fettsäure in Lactobacillus-Arten                                                                                      | 28–29 °C              | (11R,12S)-Methylenoctadecansäure                   |
| 19:0-delta-2,6,10,14-tetra-Me oder (19:0br(anched)4) Methyl- | Pristansäure                          | C19H38O2     | 2,6,10,14 (Methylgruppe; Isoprenoid)             | Tierfett, Milchfett, Fischöl                                                                                                   |                       | 2,6,10,14-Tetramethylpentadecansäure               |
| 19:1-9,10-cpe Cyclopropen-                                   | Sterculiasäure                        | C19H36O2     | 9,10 (Cyclopropen)                               | In Pflanzensamen; Stinkbaum (Sterculia foetida), Kapokbaum (Ceiba pentandra), Afrikanischer Affenbrotbaum (Adansonia digitata) | 18,2–18,3 °C          | 8-(2-Octylcyclopropen-1-yl)octansäure              |
| 24:1-delta-15c-7,18-di-OH Doppelbindung, Dihydroxy-          | Nebraskansäure                        | C24H46O4     | 15 (Doppelbindung) 7,18 (Hydroxygruppe)          | Im Samenöl von Orychophragmus violaceus                                                                                        |                       | (7R,15Z,18R)-7,18-Dihydroxytetracos-15-ensäure     |

Fettsäuren mit einer Hydroxygruppe kommen in den Lipiden von Tieren, Pflanzen und Prokaryoten vor. Häufig findet sich die Hydroxygruppe am zweiten Kohlenstoffatom (vergleiche α-Hydroxycarbonsäuren). Auch β-Hydroxyfettsäuren kommen vor, ebenso wie Fettsäuren, bei denen die funktionelle Gruppe mitten in der Kohlenstoffkette vorkommt, wie bei der Rizinolsäure. Weitere funktionelle Gruppen mit einem Sauerstoffatom sind die Epoxygruppe, die Ketogruppe und die Furangruppe, die ebenfalls in Fettsäuren zu finden sind.
Fettsäuren in den Membranlipiden von Bakterien weisen zum Teil ungewöhnliche Bestandteile im Molekül auf. So weisen alicyclische Fettsäuren einen Ring aus Kohlenwasserstoffen auf. Dieser kann sich, als Cyclopropan, mitten in der Kohlenstoffkette befinden, wie dies bei den Mykolsäuren oder der Lactobacillsäure der Fall ist. Weiterhin können sie auch eine Ketogruppe aufweisen. Mykolsäuren sind außerdem die längsten natürlich vorkommenden Fettsäuren. Sie sind über Arabinogalaktan an das Murein in der Bakterienzellwand gebunden.

Omega-Cyclohexyltridecansäure

Ringe mit sechs oder sieben Kohlenstoffatomen (Cyclohexan bzw. Cycloheptan) finden sich häufig am Ende der eigentlichen Fettsäurekette, sie werden dann als Omega-alicyclische (ω-alicyclische) Fettsäuren bezeichnet, wobei der griechische Kleinbuchstabe ω als Lokant verwendet wird. Die Bakteriengattung Alicyclobacillus ist nach diesen Fettsäuren benannt worden, da sie diese in großen Mengen in den Membranlipiden enthält. Ein Beispiel ist die Omega-Cyclohexyltridecansäure, eine ω-alicyclische Fettsäure mit einem Cyclohexan-Rest und einer Kette mit 13 Kohlenstoffatomen.

## Stoffwechsel

### Aufnahme
Nach oraler Einnahme von Fetten werden sie im Mund durch Lipasen hydrolytisch zu Fettsäuren und Glycerol gespalten. Die Fettsäuren mittlerer und langer Kettenlänge binden im Bereich der Wallpapillen der Zunge an CD36 und lösen einen Fettsäuregeschmack aus, der verstärkend auf die Nahrungsaufnahme wirkt. Dadurch können kalorienreiche (fettreiche) Nahrung und Essentielle Fettsäuren identifiziert werden. Im Magen spaltet die gastrische Lipase. Im Darm werden Fette durch die Pankreaslipase gespalten. Enterocyten im Darm nehmen Fettsäuren auf.

### Transport
Fettsäuren werden als Triglyceride im Fettgewebe gespeichert. Bei Bedarf, der durch die Botenstoffe Adrenalin, Noradrenalin, Glucagon oder ACTH angezeigt wird, findet dort eine Lipolyse statt.
Die freien Fettsäuren werden im Blutkreislauf zu den energiebenötigenden Zellen oder den Speicherzellen (Fettzellen) transportiert, wo sie zuerst unter ATP-Verbrauch an Coenzym A (CoA) gebunden (aktiviert) werden. Diese Reaktion wird durch die Hydrolyse des dabei entstehenden Pyrophosphats zu zwei Phosphaten (Pi) vorangetrieben.
{\displaystyle \mathrm {R{-}COOH+CoA{-}SH+ATP\longrightarrow R{-}CO{-}S{-}CoA+2\ P_{i}+H^{+}+AMP} }
Danach werden sie durch das Enzym Carnitin-Acyltransferase I an Carnitin gebunden und aktiv in die Matrix der Mitochondrien transportiert, wo sie durch Carnitin-Acyltransferase II wieder an CoA gebunden werden. Diese Aktivierung ist notwendig, damit Fettsäuren durch die Mitochondriummembran diffundieren können. Nur aktiv transportierte Fettsäuren werden zur β-Oxidation der Fettsäuren herangezogen. Die Acyl-Carnitin-Aktivierung ist nicht reversibel, eine aktivierte Fettsäure wird abgebaut.

### Fettsäureabbau
In der Matrix des Mitochondriums findet die β-Oxidation der Fettsäuren zu Acetyl-CoA statt, welches im Citratzyklus weiterverwendet werden kann, um ATP zu gewinnen. Bei längeren Hungerperioden oder Ernährung mit sehr wenig Kohlenhydraten, wie z. B. der Atkins-Diät, werden die Fette stattdessen zu Ketonkörpern verstoffwechselt.
Zusätzlich zur mitochondrialen Fettsäureoxidation findet auch in den Peroxisomen eine Verwertung von Fettsäuren statt. Vor allem sehr langkettige Fettsäuren werden meist dort zuerst verkürzt, ehe sie in den Mitochondrien weiterverarbeitet werden können. Ein Ausfall dieser peroxisomalen Funktion führt zu Adrenoleukodystrophie.

### Fettsäuresynthese
Die Fettsäuresynthese erfolgt im Gegensatz zum Abbau im Cytosol. Bei höheren Organismen sind alle dafür notwendigen Enzyme in einem einzigen Enzymkomplex, der Fettsäure-Synthase, zusammengefasst. Bei grünen Pflanzen jedoch findet der Aufbau bis höchstens zur C18-Fettsäure hauptsächlich in den Plastiden statt und wird dann erst ins Cytosol transportiert.
Dazu wird zuerst Malonyl-CoA aus Acetyl-CoA unter ATP-Verbrauch durch Carboxylierung gebildet. Dieses wird dann zu Malonyl-ACP umgewandelt, denn im Gegensatz zum Abbau dient bei der Synthese Acyl carrier protein (ACP) statt CoA als Carriermolekül. Die nachfolgende Kondensationsreaktion ist grob betrachtet eine Umkehr der Fettsäureoxidation (β-Oxidation). Jedoch finden sich im Detail einige bedeutende Unterschiede, die eine unabhängige, gezielte Steuerung beider Vorgänge erlauben.

### Charakteristische Fettsäuren in Mikroorganismen
Arttypisch vorkommende Fettsäuren können als Biomarker verwendet werden. Actinomyceten sind Gram-positive Bakterien, welche bei der Zersetzung von organischem Material vorkommen und unter anderem dabei einen erdigen Geruch erzeugen. Fettsäuren von Actinomyceten sind gelegentlich am C10 mit einer Methylgruppe verzweigt, z. B. 16:0 10-Methyl und 18:0 10-Methyl. Bodenlebende Actinomyceten sind z. B. Rhodococcus, Nocardia, Corynebacterium und Streptomyces. Gram-positive Bakterien sind z. B. auch Bacillus spp. wie Bacillus cereus und Bacillus subtilis. Die Anzahl der Bakterien der Bacillus spp. nimmt in der Rhizosphäre zu. Sie bilden verzweigte Fettsäuren wie 15:0 iso and 15:0 anteiso.
Gram-negative Bakterien sind ein bedeutender Bestandteil der Rhizosphäre und Erhöhen die Verfügbarkeit von Phosphat, Eisen und anderen Mineralien, manche produzieren auch Fungizide. Gram-negative Bakterien erzeugen höhere Konzentrationen an einfach ungesättigten Fettsäuren wie 16:1 Omega-7 und 18:1 Omega-9, die großteils zu Cyclopropyl-Fettsäuren wie 17:0 Cyclopropan und 19:0 Cyclopropan weiterverstoffwechselt werden. Unter anaeroben Bedingungen entstehen Dimethylacetale (DMA), die als Biomarker verwendet werden können. Bei strikt anaeroben Bedingungen, wie während einer Überflutung, nimmt die Anzahl fakultativ aerober Bakterien ab, die Anzahl der anaeroben Bakterien und Archaeen zu.
Die Fettsäuren in den Lipiden von Archaeen sind nicht über eine Esterbindung verbunden, sondern über eine Etherbindung. Mykorrhiza-Pilze bilden Speichervesikel, die unter anderem 18:2 (ω-6c) und 16:1 (ω-5c) enthalten.
Verschiedene Fettsäuren als Biomarker:
- Gesättigte Fettsäuren (englisch saturated fatty acids, SAFA)
  - 15:0 (Pentadecanonsäure) – Bakterien

- Geradzahlige Fettsäuren (z. B. 16:0, Palmitinsäure) – Prokaryoten und Eukaryoten
  - iso-verzweigte Fettsäuren (z. B. 17:0 iso, 15-Methylpalmitinsäure) – Gram-positive Bakterien
  - anteiso-verzweigte Fettsäuren (z. B. 17:0 anteiso, 14-Methylpalmitinsäure) – Gram-positive Bakterien
  - 10-Methyl-verzweigte Fettsäuren (z. B. 19:0 10-methyl, Tuberculostearinsäure) – Actinomycetales

- Einfach ungesättigte Fettsäuren (engl. monounsaturated fatty acids, MUFA)
  - 16:1 ω5c (Hexadecenonsäure) – Mykorrhiza
  - Omega-5 und 7 Position (z. B. 16:1 ω7c, Palmitoleinsäure) – Gram-negative Bakterien
  - 16:1 ω8c (8-Hexadecenonsäure) – Methan-oxidierende Bakterien Typ I
  - 18:1 ω8c (10-Octadecenonsäure) – Methan-oxidierende Bakterien Typ II
  - 18:2 ω6 und 18:3 ω3 – höhere Pflanzen
  - Omega-9 Position (z. B. 16:1 ω9c, cis-7-Palmitoleinsäure) – Ectomycorrhizale Pilze & Gram-positive Bakterien

- Mehrfach ungesättigte Fettsäuren (engl. polyunsaturated fatty acids, PUFA)
  - 18:2 ω6c, (Linolsäure) – Ectomycorrhizale Pilze
  - 20:2 ω6c, 20:3 ω6c, 20:4 ω6c – Protozoen
  - 20:5 ω3 – Phytoplankton
  - 22:6 ω3 – Dinoflagellaten
  - Andere PUFA – Eukaryoten

- Cyclopropyl-Fettsäuren (z. B. 19:0 cyclo ω7c) – Bakterien

- Dimethylacetale (z. B. 16:0 DMA, Hexadecanal-Dimethylacetal) – Anaerobe Bakterien

## Gesundheitliche Bedeutung
Sowohl gesättigte als auch ungesättigte Fettsäuren liefern viel Energie und wirken sich auf viele Stoffwechselprozesse positiv aus.
Die Deutsche Gesellschaft für Ernährung (DGE) hat im Jahr 2010 in einer Auswertung von Interventionsstudien mit über 13.600 Teilnehmern herausgefunden, dass ein hoher Anteil mehrfach ungesättigter Fettsäuren, zusammen mit einem niedrigen Anteil gesättigter Fettsäuren, das Risiko für koronare Herzkrankheiten (z. B. Herzinfarkt) senkt. Sie bestätigte damit Ergebnisse, die Daniel und Hecht bereits 1990 veröffentlichten. Günstige Verhältnisse mehrfach ungesättigter zu gesättigter Fettsäuren finden sich vor allem in Pflanzenfetten, z. B. in Distelöl, Hanföl oder in Sonnenblumenöl sowie bei Nüssen und Samen, Ausnahmen bilden Kokosöl und Palmöl.
Ungesättigte trans-Fettsäuren wirken sich ungünstig auf den Cholesterinspiegel aus. Insbesondere durch die Senkung des HDL-Cholesterol-Spiegels bei gleichzeitiger Erhöhung des LDL-Cholesterol-Lipoprotein(a)-Spiegels sowie proinflammatorische Effekte kommt es zu einem negativen Einfluss auf die endotheliale Funktion der Arterienwände. Auch gibt es Vermutungen auf eine Verstärkung von Insulin-Resistenz und Adipositas, Zellmembranveränderungen und negative Effekte auf die Blutgerinnung. Außerdem ist die Evidenz von Observationsstudien für einen Zusammenhang zwischen trans-Fettsäuren und erhöhtem Risiko für koronare Herzkrankheiten sehr überzeugend. Lebensmittel mit trans-Fettsäure-haltigen Triglyceriden sind in den Inhaltsangaben oft mit dem Vermerk „Pflanzliches Öl, teilweise gehärtet“ gekennzeichnet.
In Populationen, die im mediterranen Raum angesiedelt sind, beträgt die Zufuhr von einfach ungesättigten Fettsäuren zwischen 16 und 29 % der täglichen Gesamtenergiezufuhr (vor allem in Form von Ölsäure, z. B. Olivenöl). Untersuchungen zeigen, dass ein Austausch von gesättigten Fettsäuren, etwa durch Kohlenhydrate, einfach ungesättigte oder mehrfach ungesättigte Fettsäuren, kardiovaskuläre Risikofaktoren reduziert. Im Vergleich zu Kohlenhydraten wirkten sich MUFAs positiv auf Triglyceride, HDL-Cholesterin und das Verhältnis Gesamtcholesterin:HDL-Cholesterin aus. Zwei Metaanalysen zeigten positive Auswirkungen einer erhöhten Zufuhr von einfach ungesättigten Fettsäuren auf folgende kardiovaskuläre Risikofaktoren: systolischer und diastolischer Blutdruck, glykiertes Hämoglobin (HbA1c) und Nüchternglukose.
Die Omega-6-Fettsäuren (z. B. Linolsäure, Gamma-Linolensäure) und die Omega-3-Fettsäuren gehören zu den essentiellen Fettsäuren, da sie nicht vom menschlichen Organismus selbst hergestellt werden können. In Pflanzenölen kommt Linolsäure (Sonnenblumenöl, Sojaöl, Maiskeimöl) in recht hohen Konzentrationen (50–70 % bezogen auf den Gesamtfettsäureanteil) vor. Durch Dehydrierung und Kettenverlängerung kann der menschliche Organismus Linolsäure über mehrere Zwischenstufen bis zur Arachidonsäure umwandeln. Arachidonsäure kann im Körper weiter zu den Prostaglandinen umgewandelt werden. Lein- und Hanföl sind reich an Linolensäure, die Arachidonsäure wird nur in tierischen Produkten wie Leber, Eiern und Schmalz vorgefunden. Die essentiellen Fettsäuren sind am Aufbau von Zellmembranen beteiligt und senken den Blutfett- und Cholesterinspiegel.
Omega-6-Fettsäuren werden meist über die Arachidonsäure – aber nicht immer oder ausschließlich – zu entzündungsfördernden Prostaglandinen verstoffwechselt, Omega-3-Fettsäuren zu entzündungshemmenden.
Von der DGE wird empfohlen, etwa 30 % des Gesamtenergiebedarfs mit Fett zu decken. Maximal 10 % sollte mit gesättigten Fettsäuren gedeckt werden, 10 bis 13 % mit einfach ungesättigten und der Rest mit mehrfach ungesättigten. Die amerikanische Herzgesellschaft (ADA), die europäische Behörde für Lebensmittelsicherheit (EFSA) sowie die amerikanische Academy of Nutrition and Dietetics empfehlen, weniger als 35 % des Energiebedarfs aus Fett zu beziehen, wobei die ADA eine Energiezufuhr von weniger als 20 % an einfach ungesättigten Fettsäuren empfiehlt. Um das Herz-Kreislauf-Risiko gering zu halten, sollte das Verhältnis von Omega-6- zu Omega-3-Fettsäuren maximal 5:1 betragen. Eine internationale Expertenkommission unter Leitung von Berthold Koletzko (Stiftung Kindergesundheit) hat Richtlinien für die Ernährung von Müttern und Babys entwickelt und veröffentlicht. Darin wird beschrieben, dass der heranwachsende Fötus vermehrt langkettige, mehrfach ungesättigte Fettsäuren, so genannte LC-PUFA (Longchain polyunsaturated fatty acid), benötigt. Insbesondere sind dies die Arachidonsäure (Omega-6-Fettsäure, AA) und die Docosahexaensäure (Omega-3-Fettsäure, DHA). Die genannten Fettsäuren werden von Algen produziert und reichern sich über die Nahrungskette in fetten Seefischen (z. B. Hering, Makrele und Lachs) an. Eine vegane Alternative ist Algenöl.
Substituierte Fettsäuren mit Keto- und Hydroxygruppen sind in verdorbenen Ölen vorhanden. Sie sind teilweise für den menschlichen Organismus giftig. Eine weitere wichtige substituierte Fettsäure, die Ricinolsäure, ist im Ricinusöl zu etwa 80 % enthalten. Ricinusöl wird nicht im Darm aufgenommen und wirkt daher abführend.

## Analytik von Fettsäuren
Die moderne qualitative und quantitative Analytik der Fettsäuren in der Lebensmittelchemie und in der physiologischen Forschung bedient sich in der Regel der chromatographischen Verfahren. Zum Einsatz kommen die Kapillar-Gaschromatographie (nach Umesterung zu Methylestern), die HPLC und die Kopplung dieser Verfahren mit der Massenspektrometrie. Meist werden die Fettsäuren in Form geeigneter Derivate, wie z. B. der Fettsäuremethylester oder ihrer TMS-Derivate, chromatographisch getrennt. In besonderen Fällen wird auch noch heute die klassische Säulen- und Dünnschichtchromatografie eingesetzt; so erfolgt die Trennung von Isomeren über Silbernitrat-Dünnschichtchromatographie.

## Zählung von Fettsäuren
Die Anzahl der unverzweigten Fettsäuren (einschließlich kürzerer Monocarbonsäuren) mit verschieden vielen Doppelbindungen an verschiedenen Positionen als Funktion der Kettenlänge gehorcht der in der Zahlentheorie sehr bekannten Fibonacci-Folge. Das folgt unter anderem daraus, dass (bis auf seltene Ausnahmen) bei Fettsäuren keine benachbarten Doppelbindungen auftreten. Speziell gibt es nur eine aliphatische Monocarbonsäure mit einem C-Atom: Ameisensäure, eine mit zwei C-Atomen: Essigsäure, zwei mit dreien: Propionsäure und Acrylsäure usw. Bei 18 C-Atomen ergeben sich 2.584 Varianten (wovon Stearinsäure, Ölsäure, Linolsäure und Linolensäure vier Beispiele sind).

## Spezielle Fettsäuren
- Furanfettsäuren
- Freie Fettsäuren
- Liponsäure (schwefelhaltige Fettsäure)[62]